# Khoy
Khoy (en persan : خوی, en azéri خوی, Xoy, en kurde : Xoy), aussi écrit Khoi or Khvoy, anciennement Her, est une ville de la province du Kurdistan iranien en Iran. La ville est située entre Maku et Ourmia. Occupée depuis l'époque médique, elle a également une longue histoire en tant qu'important centre chrétien. C'est dans cette ville que serait enseveli le maître de Rumi, le derviche Shams ed Dîn Tabrîzî. 

## Généralités
Khoy est situé au nord de Urmia, capitale et plus grande ville de la province, et à 807 km au nord-ouest de Téhéran. L'économie de la région repose sur agriculture, en particulier la production de fruits, de céréales, et le bois. Khoy est surnommée la ville-tournesol de l'Iran. 

### Population
Lors du recensement de 2006, la ville avait une population de 178 708 habitants ; elle est estimée à 200 985 en 2012. Les habitants de la ville sont principalement des Azéris d'Iran et l'azéri est la langue dominante,, même si presque tous les habitants peuvent aussi converser en persan. La religion principale est l'islam chiite,.

## Histoire
Chah Ismaïl est défait dans les environs de Khoy, lors de la bataille de Tchaldiran en 1514, par le sultan Sélim Ier.
Après la mort de Nadir Shah, Khoy devient le centre d'un petit khanat autonome, entre 1747 et 1813 sous l'autorité de Najaf Qouli Khan Domboli (mort en 1785) et de ses descendants. Le contrôle de Khoy a été disputé, la ville ayant été attaquée par l'Empire russe en 1827 et l'Empire ottoman en 1911. 
Khoy a été le théâtre d’exactions commises par les troupes kurdes de l’armée ottomane à l’encontre des communautés assyrienne et arménienne durant l’année 1918. Le prêtre Jean Eshoo a été le témoin oculaire ainsi qu’un des rares survivants de ces exactions qu'il a rapportées.[réf. nécessaire].
Durant la Seconde Guerre mondiale, la ville était sous le contrôle de l'Union soviétique.

## Notes et références

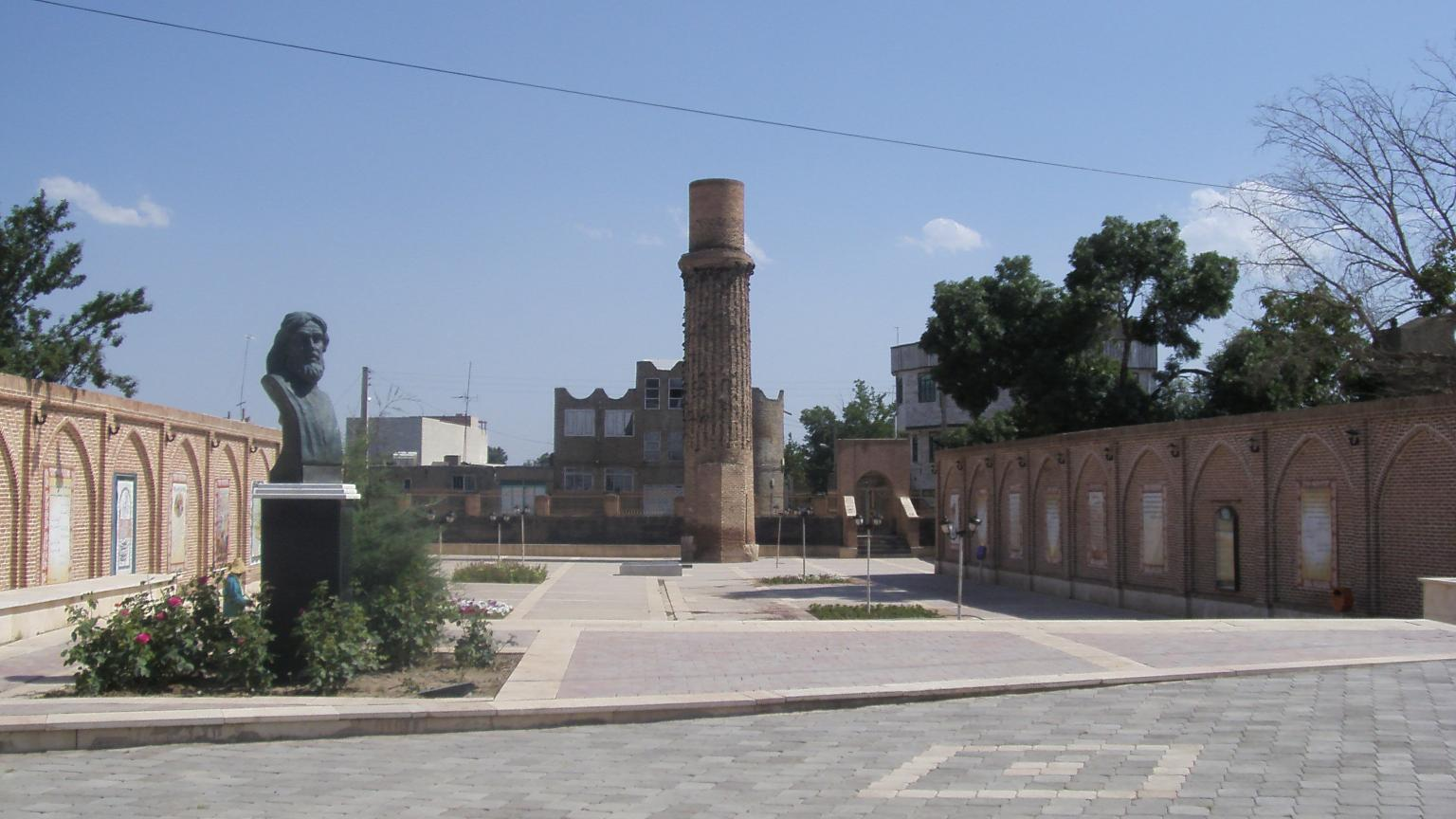
Place consacrée à Shams ed Din Tabrizi à Khoy (Statue, pierre tombale et minaret).